# Potua coronata
Potua coronata är en insektsart som beskrevs av Bolívar, I. 1887. Potua coronata ingår i släktet Potua och familjen torngräshoppor.

## Underarter
Arten delas in i följande underarter:
- P. c. coronata
- P. c. sumatrensis